# Gladiolus murielae
{{#ifeq:0|0|{{#if:|{{#if:Gladiolusmurielae|[[]}}|}}}}
Гладіолус мюріель (лат. Gladiolus murielae) — вид багаторічних трав'янистих рослин родини Півникові (Iridaceae); поширений в зоні Тропічного кліматичного поясу Африки. Досить популярна рослина в садівництві.

## Назва
Вид названий на честь леді Мюріель Агнес Ерскін (англ. Muriel Agnes Stuart Erskine), у шлюбі – Віллоугбі (1879-1967 рр.).
Раніше цей вид відносили до роду Ацидантера (Acidanthera) під назвою "Ацидантера двоцвітна" (Acidanthera bicolor). В спеціалізованій літературі з садівництва така систематика даного виду траплялася до 2010 року. Також в подібних книгах нерідко зустрічається ще одна його назва – Acidanthera murielae – Ацидантера мюріел.
У синоніміку виду входять наступні назви:
- Acidanthera bicolor[2].
- Acidanthera bicolor var. murielae R.H.Perry.
- Acidanthera murielae[2] nom. inval.
- Gladiolus callianthus[2][3].
- Ixia quartiniana.
- Sphaerospora gigantea.

## Розповсюдження
Ця рослина широко розповсюджена на теренах Африки, а саме у Бурунді, Малаві, Мозамбік, Танзанії, Ефіопії.

## Біологічний опис
Представник виду цибулевих рослин висотою приблизно до 100 см.

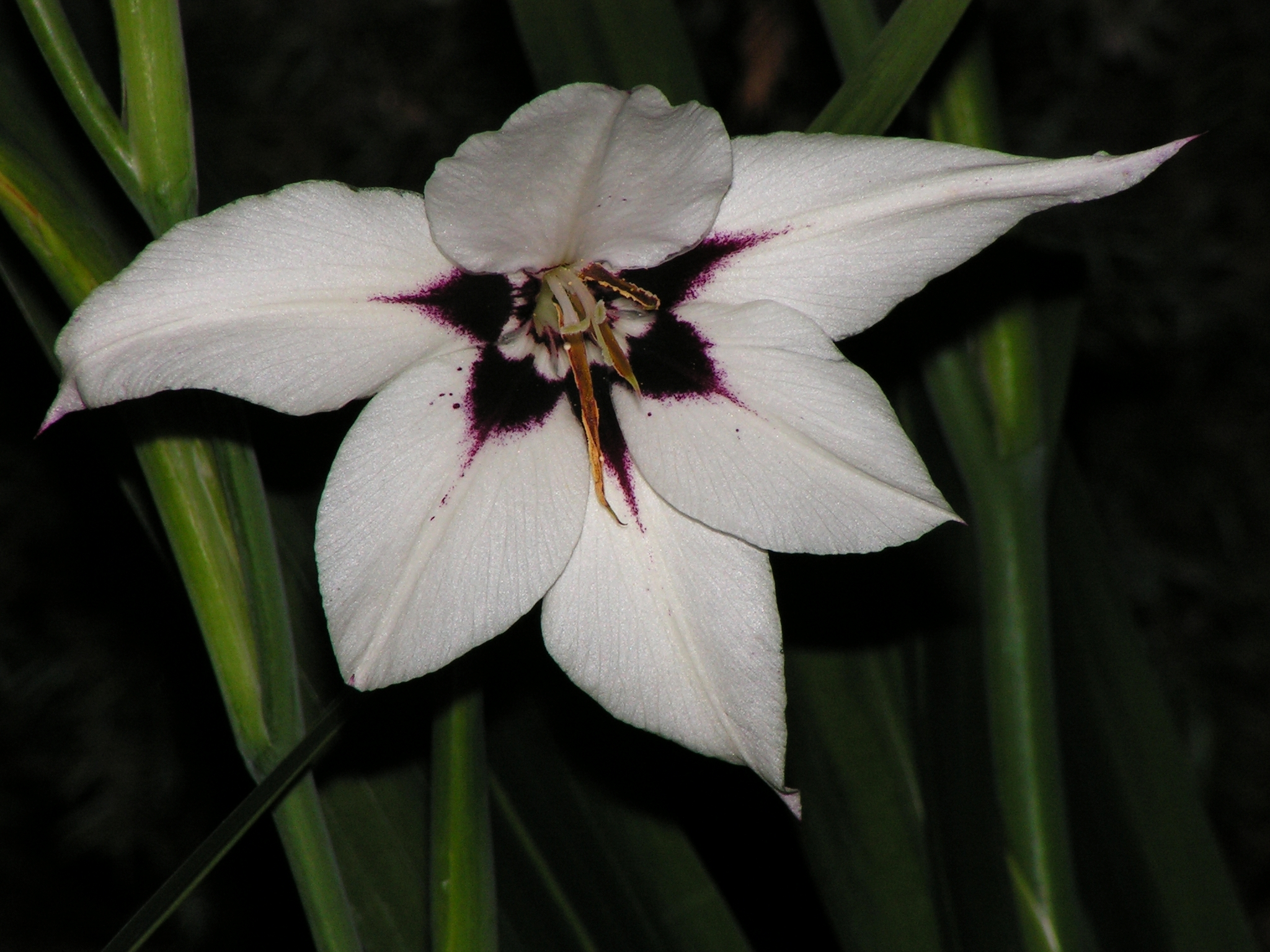
Квітка зблизька

У кожної рослини — два довгих мечоподібні листки довжиною бл. 60 см.
Квіти діаметром від 5 до 8 см. На одній рослині може утворюватися до 10 пуп'янків.
Пелюсток шість, які мають білий колір та загострену трикутну форму. Ближче до основи дані пелюстки можуть мати темно-малиновий, темно-фіолетовий або майже чорний колір. Пора цвітіння — кінець літа, початок осені.
Квіти мають приємний, солодкий, не занадто сильний запах, привабливий для багатьох комах.

## Культивування

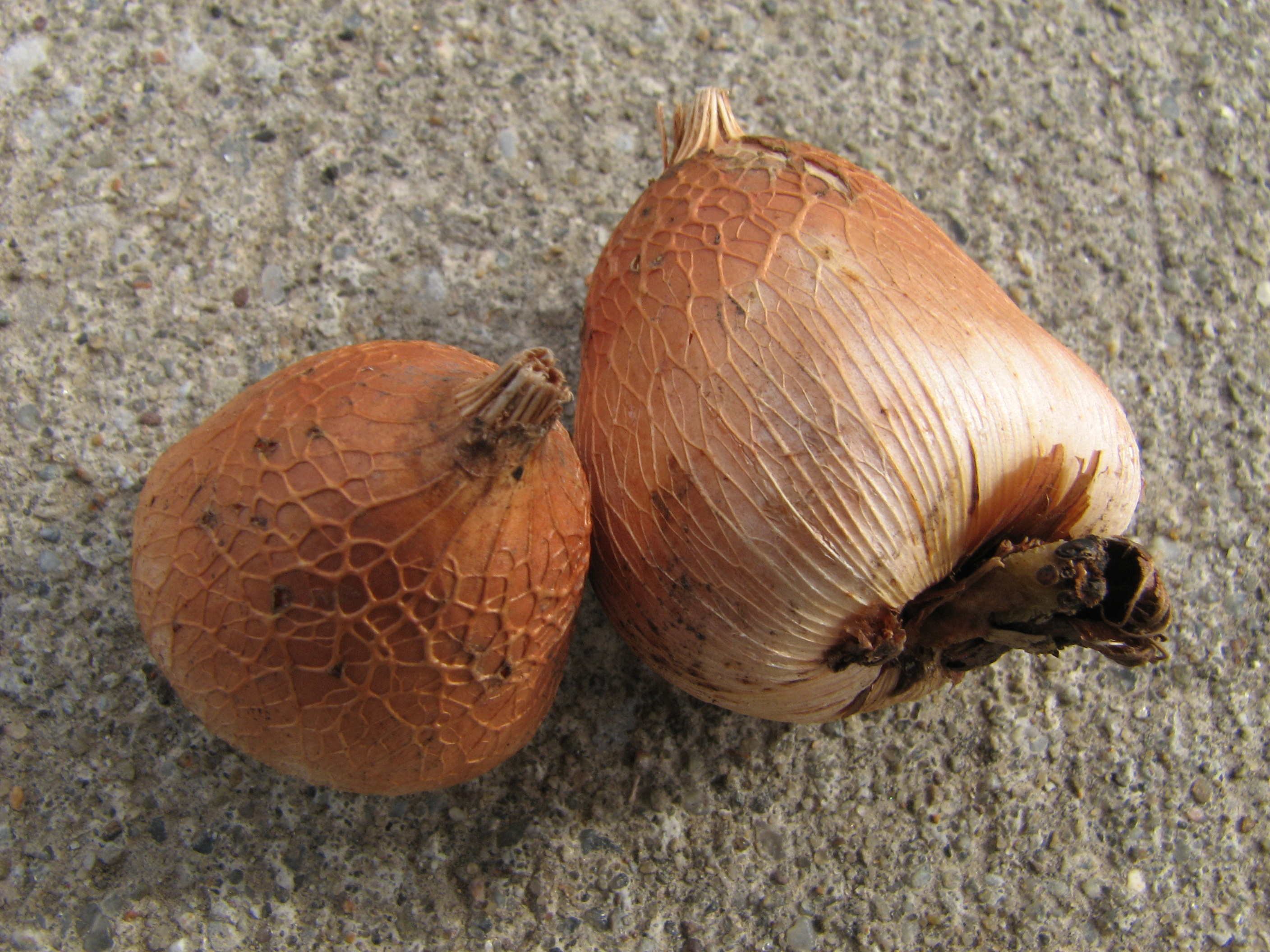
Бульбоцибулини

Як вже зазначалося, даний вид — популярна садова рослина. Проте він теплолюбний, тому досить погано переносить низькі температури, відповідно, в регіонах з помірним кліматом бульбоцибулини гладіолуса мюріель  з початком холодів викопують та зберігають до весни у сухому, відносно теплому місці.
Агротехніка
Для вирощування підходить будь-який добре дренований ґрунт. Розміщувати рослини слід там, де присутнє пряме сонячне попадання. Коли надворі надто холодно рослини можуть і не квітнути. Таким чином, в умовах холодного клімату  бульби можна садити тільки навесні (у березні, або квітні, залежно від прогрівання ґрунту). В умовах достатньо теплого клімату — як весною, так і восени (переважно в останньому випадку). Бульбоцибулини висаджують на глибині 10 см, на відстані 20 см одну від одної. Поливання влітку має бути рясним.
Розмноження — новоутвореними бульбоцибулинами, котрі відділяють від материнських при викопуванні. Рослини з таких "плодів" зацвітають через декілька років.
Зони морозостійкості — 9-11 С°.
Гладіолус мюріел можна також вирощувати як кімнатну рослину.

## Класифікація
Гладіолус Мюріел належить до секції Ацидантера (Acidanthera), роду Гладіолус (Gladiolus) у складі триби Ixieae, підродини Ixioideae, сімейства Півникові (Iridaceae).